# Tosca AWS-303
Tosca AWS-303 – amplituner klasy standard produkowany przez polskie zakłady Diora w Dzierżoniowie.
Układ elektryczny wzorowany był na radioodbiorniku „Zodiak”, a moc wyjściowa została zwiększona do 20 W. Tosca wzorniczo odpowiadała rodzinie wież „Semi Slim Line”, posiadała układ automatycznej regulacji częstotliwości „ARCz” oraz funkcje wyciszania szumu. Zakresy fal: długie, średnie, krótkie oraz ultrakrótkie. Amplituner był wyposażony w wejście magnetofonowe oraz gramofonowe (DIN), gniazda antenowe AM/FM i wyjścia głośnikowe WG-2.
Wersją rozwojową AWS-303 była Tosca AWS-306 wyposażona w dodatkowo wejścia RCA „cinch” dla odtwarzacza CD i magnetofonu. Dodano także górny zakres fal radiowych od 87,5 do 108 MHz.

## Parametry
- znamionowa moc wyjściowa: 2×20 W przy Robc=2×8 Ω, h≤0,7% i f=1 kHz
- pasmo przenoszenia: 40÷16 000 Hz
- zakres regulacji barwy dźwięku: ±10 dB dla 100 Hz i 10 kHz
- zasilanie: sieć 220 V - 50 Hz
- dopuszczalny pobór mocy: ok. 100 VA
- wymiary: 440×90×260 mm
- masa: ok. 7,1 kg